# 東武インターテック
東武インターテック株式会社（とうぶインターテック）は、東武鉄道が100%出資する子会社で、東武鉄道が保有する鉄道車両の検査・保守・整備・修理業務や鉄道車両および関連設備の技術開発のために設立された企業である。
人材は東武鉄道本体の検修部門に出向（人材交流）という扱いで配属されることがある。また、経験を積むことにより東武鉄道本体の工場・検修部門の管理者や本社マネジメント部門に転籍することも可能である。

## 主な事業所
- 南栗橋車両管区（南栗橋工場）

### 過去に存在した事業所
- 東武鉄道川越工場

## 他の主な子会社
- 東武ステーションサービス株式会社（駅運営・旅行案内業務）
- 東武エンジニアリング株式会社（線路・電気設備メンテナンス）